# Aname hirsuta
Espèce
Aname hirsuta est une espèce d'araignées mygalomorphes de la famille des Anamidae.

## Distribution
Cette espèce est endémique d'Australie-Méridionale. Elle se rencontre vers Mallala.

## Description
La carapace de la femelle holotype mesure 10,5 mm de long sur 9 mm et l'abdomen 14,2 mm de long sur 9,8 mm.

## Publication originale
- Rainbow & Pulleine, 1918 : Australian trap-door spiders. Records of the Australian Museum, vol. 12, p. 81-169 (texte intégral).